# Сент-Айвс (Корнуолл)

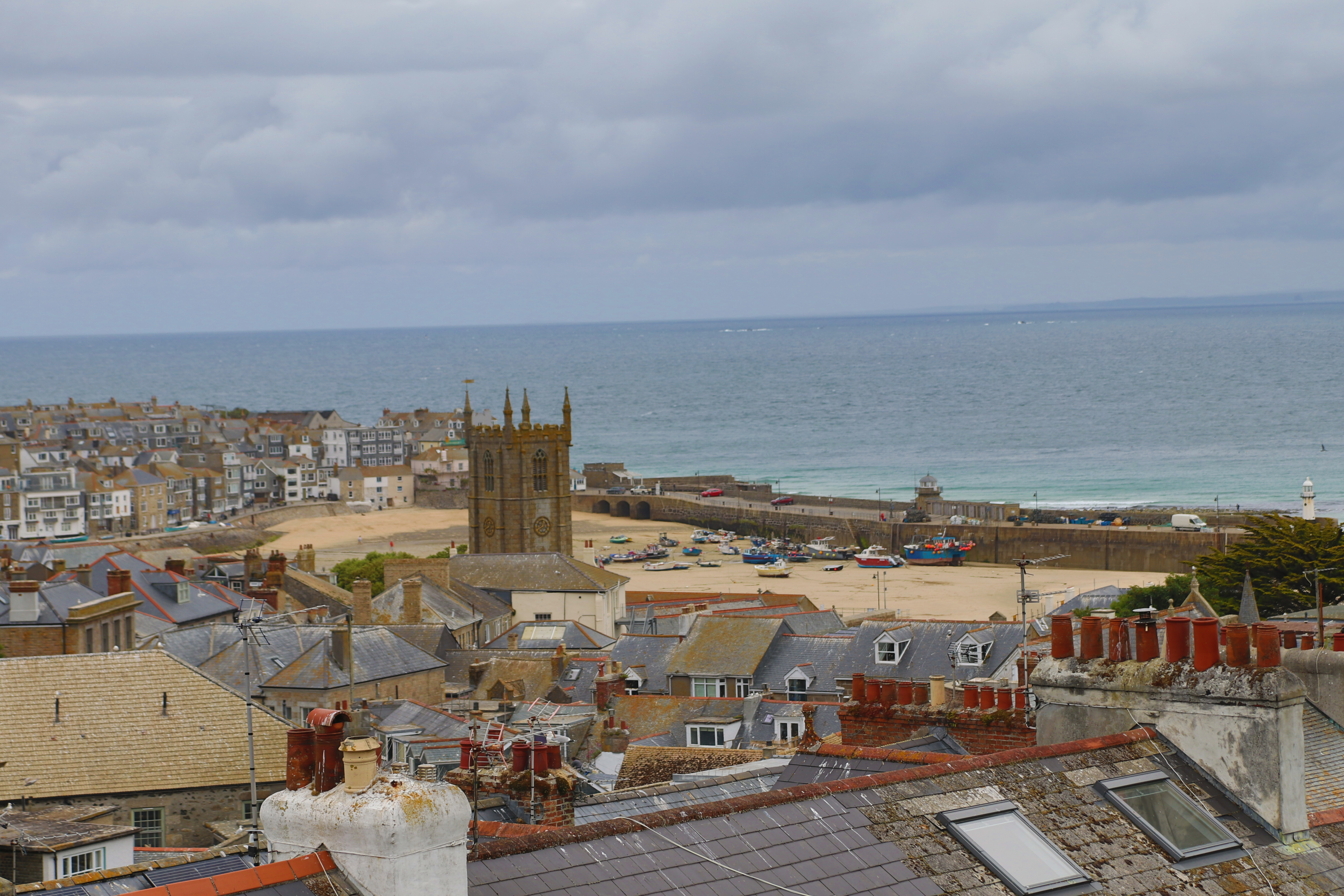
Сент-Айвс

Сент-А́йвс (англ. St Ives, корн. Porthia) — прибрежный городок в Корнуолле (Великобритания), в прошлом — рыбацкая деревня. Назван в честь св. Ии Корневилльской. Здесь в VI веке высадились ирландские миссионеры — просветители Корнуолла, включая святых Гермока и Бреаку. 
Сент-Айвс сначала был рыбацким посёлком, а во второй половине XIX века превратился в популярный курорт. Вдоль моря была построена железная дорога, которая и сама стала туристической достопримечательностью. В начале XX века здесь стали селиться художники.
В 2010 и 2011 годах город был признан лучшим британским курортом. Здесь в июне 2021 состоялся саммит Большой семёрки.

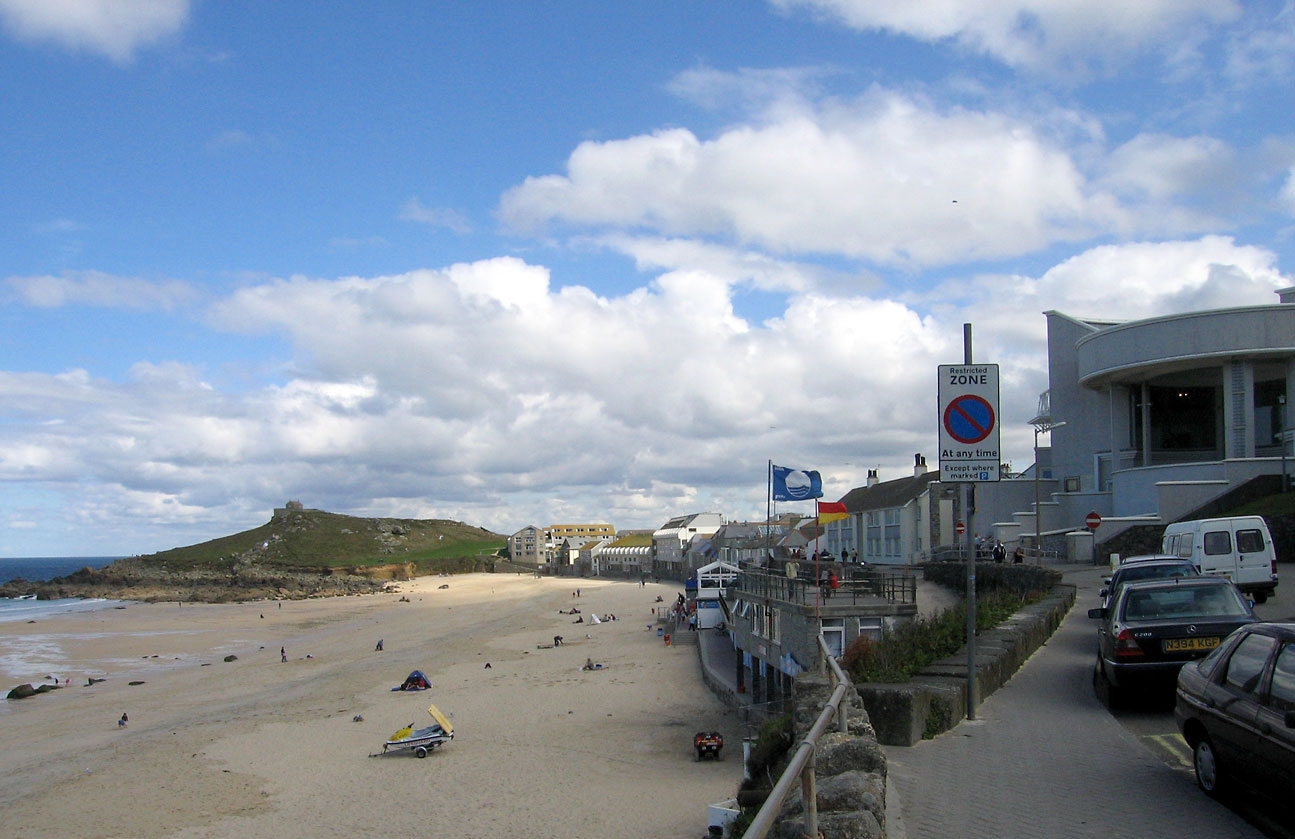
Сент-Айвс